# IC 4932
IC 4932 ist eine Spiralgalaxie vom Hubble-Typ Sa im Sternbild Teleskop am Südsternhimmel. Sie ist rund 628 Millionen Lichtjahre von der Milchstraße entfernt und hat einen Durchmesser von etwa 150.000 Lichtjahren. 

Im selben Himmelsareal befinden sich u. a. die Galaxien IC 4915, IC 4920, IC 4923, IC 4925.
Das Objekt wurde am 31. August 1904 von Royal Harwood Frost entdeckt.